# Hakob Tonoyani anvan Sowpergavat' 2002
La Hakob Tonoyani anvan Sowpergavat' 2002 è stata la sesta edizione della supercoppa armena di calcio.
Il P'yownik vinse sia il campionato che la coppa e venne sfidato dal Širak, secondo classificato in campionato.
L'incontro si giocò il 9 maggio 2003 e vinse il Shirak FC, al suo terzo titolo.

## Tabellino
| Erevan 9 maggio 2003                                                 | P'yownik  | 1 – 2                    | Širak | Stadio Repubblicano Vazgen Sargsyan |
| \| \| \| \| \| Lombe 11’ \| Marcatori \| 43’ Davtian 97’ Hakobian \| |           |                          |       |                                     |
|                                                                      |           |                          |       |                                     |
| Lombe 11’                                                            | Marcatori | 43’ Davtian 97’ Hakobian |       |                                     |